# Ketura Sun
Кетура сан (івр. קטורה סאן) — перша ізраїльська фотоелектрична сонячна електростанція збудована на початку 2011 року електроенергетичною компанією Arava Power Company поряд з кібуцем Кетура. Ketura Sun займає площу 20 арів (8,09 га) і планує[джерело?] виробляти зелену енергію в майбутньому[уточнити] обсягом 4,95 мегават.
Поле складається з 18,500 панелей, зроблених з фотовольтаїчних панелей. Згідно з «Globes-barkat», станом на квітень 2014 року планується збільшити кількість виробленої Suntech енергії до близько дев'яти мільйонів кіловат-годин на рік. У наступні двадцять років поле економитиме виробництво приблизно 125 000 метричних тонн вуглекислого газу. Поле під'єднано до національної електромережі Ізраїлю та надсилає електроенергію до лінії 33 кВ до кібуцу в цьому районі.
Ketura Sun — це перша у світі система автоматичного очищення сонячних панелей.